# Dippach am Main
Dippach am Main (amtlich Dippach a.Main) ist ein Gemeindeteil der Stadt Eltmann im unterfränkischen Landkreis Haßberge in Bayern.

## Lage
Das Kirchdorf Dippach liegt etwa fünf Kilometer südöstlich des Hauptortes am Rande des Steigerwalds. Östlich des Ortes verläuft die Bundesstraße 26, die dort unmittelbar an den Main grenzt.

## Geschichte

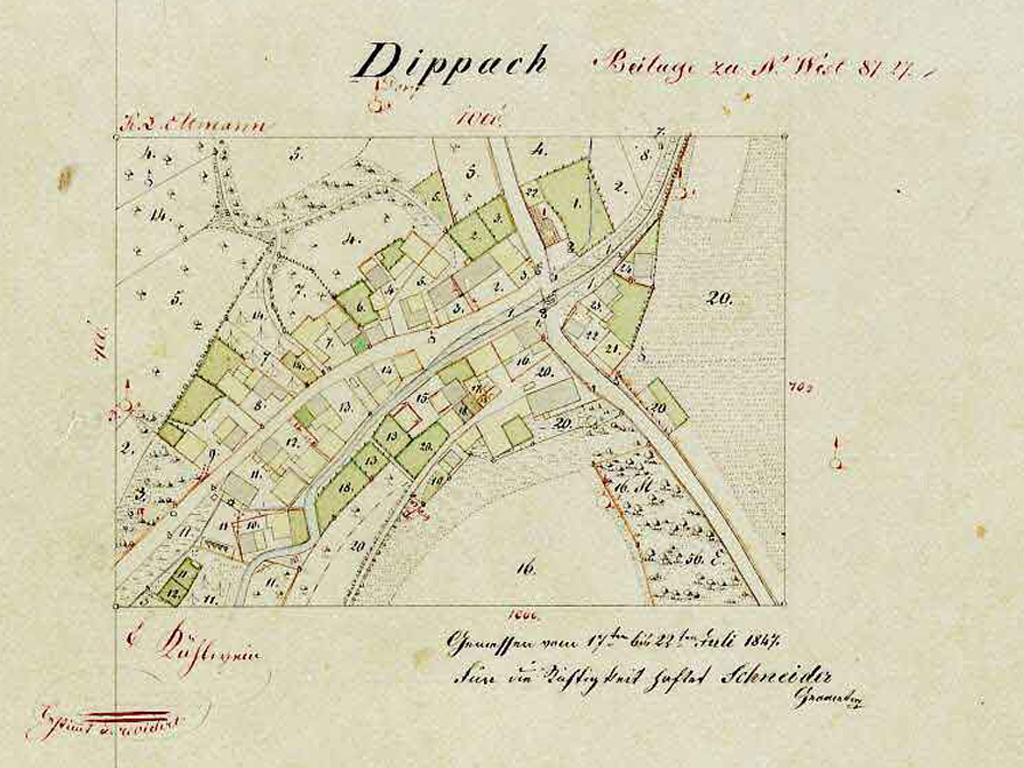
Historische Karte von Dippach aus dem Jahr 1847

Der erste urkundliche Nachweis des Ortes stammt möglicherweise aus dem Jahr 741. Der Ursprung des Ortsnamens ist nicht ganz gesichert, könnte jedoch vom Wort Dietbach, was so viel bedeutete wie Ort an dem Bach, der noch zu unserem Volk gehört, abgeleitet worden sein. (Diet, s. Erklärung bei Dietwart). Dies war eine Anspielung auf die ursprüngliche Grenze, die vielleicht zwischen Slawen und Franken direkt am Ortsbach in Dippach verlief. Eine andere Interpretation deutet auf eine mögliche Ableitung des Namens von Diebach hin, was mit Tiefer Bach übersetzt werden kann. Das voralthochdeutsche Gewässerwort dib bzw. dip wäre eine weitere Möglichkeit, den Ortsnamen abzuleiten.
Anfang des 16. Jahrhunderts wurde von lediglich etwa zehn Personen berichtet, die in dem Ort wohnten; nach dem Ende des Dreißigjährigen Krieges soll es nur noch 3½ bewohnte Häuser gegeben haben, nachdem schwedische Truppen das Dorf gebrandschatzt hatten. Erst im Jahre 1819 war die Einwohnerzahl mit 152 wieder höher. Die Schule in Dippach war bis 1840 mit Eschenbach und Weisbrunn zu einem Schulsprengel vereinigt.
Kurz vor dem Ende des Zweiten Weltkriegs kam es in Dippach noch zu einem schweren Angriff durch amerikanische Truppen. Da sich in Dippach noch deutsche Truppenverbände befanden, wurde der Ort am 12. April 1945 vom nah gelegenen Spitzberg auf der anderen Mainseite durch amerikanische Artillerie beschossen. Dabei waren sieben Todesopfer sowie zahlreiche Schwerverletzte zu beklagen. Im Verlauf des Zweiten Weltkriegs starben 17 Dippacher Soldaten und viele sind vermisst.
Am 1. Mai 1978 wurde die bis dahin selbstständige Gemeinde in die Stadt Eltmann eingegliedert.

## Gebäude, Sehenswürdigkeiten, Freizeit
In der Liste der Baudenkmäler in Eltmann sind für Dippach sieben Baudenkmäler aufgeführt.
Schon Mitte des 19. Jahrhunderts wünschten sich die Dippacher eine eigene Kirche. Dieser erste Plan scheiterte jedoch an einem diebischen Dorflehrer, der mit den gesammelten Spendengeldern verschwand. Im Oktober 1895 wurde der Wunsch schließlich Wirklichkeit; der Eltmanner Pfarrer Georg Albert weihte die Kirche. Das Gotteshaus wurde mit Steinen aus den nahe gelegenen Steinbrüchen des Hofbergs und des Hühnerbergs errichtet. Mit großen Eigenleistungen wurde das Dorfkirchlein im Jahre 1995 gründlich renoviert, wobei insbesondere das Innere aufwändig saniert wurde. Die Kirche beherbergt eine im Jahre 1918 gebaute Orgel, die ebenfalls generalüberholt wurde. Im Jahre 1927 wurde in Dippach der erste eigene Friedhof ohne Grabsteine angelegt. Stattdessen schmücken kunstvolle Holzkreuze die Gräber. Die Einwohner von Dippach einigten sich darauf, nichts „Pompöses“ auf den Gräbern zu verwenden, um keine Rivalität aufkommen zu lassen. Die Diözesangrenze zwischen Bamberg und Würzburg führt durch Dippach. Wenn ein Bewohner eines Hauses, das zur Diözese Bamberg gehört, in der Dippacher Kirche heiratet, wird dieser zwar vom Eltmanner Pfarrer getraut, jedoch muss der Geistliche aus Trunstadt zustimmen.
Niemand weiß sicher, welche Bewandtnis es mit einer eisernen Kanonenkugel hat, die im Dachsims eines Hauses in einem Balken steckt und seit wann sie das Gebälk „schmückt“. Die verbreitetste Meinung ist, dass sie irgendwann aus dem nahen Ort Staffelbach abgeschossen wurde, wo man mit Böllerschüssen das Ende eines Krieges feierte. Dabei habe sich eine Kugel verirrt und das Gebäude in Dippach getroffen.
Der Vogelbeobachtungsturm in der Mainaue ermöglicht einen Blick auf die größte Graureiher-Kolonie Süddeutschlands. In ihrer Umgebung wurden etwa 1100 Hektar Ufer- und Nahbereiche des Mains als Biotop gesichert und zum Teil neu angelegt. Vom Dippacher Turm lassen sich im Frühjahr zahlreiche Brutpaare von Graureihern beobachten, wobei die Hoffnung besteht, dort auch bald unter anderem Watvögel, Enten und Taucher finden zu können.
Durch seine günstige Lage ist Dippach Ausgangspunkt für die nahe gelegenen Naturparks Steigerwald und Haßberge.

## Vereinsleben
In Dippach gibt es drei eingetragene Vereine, von denen die Freiwillige Feuerwehr der mit Abstand älteste ist. Bereits im Jahr 1873 bildeten Dippacher Bürger Löschketten. Bis heute ist über Nachwuchsmangel nicht zu klagen. Der Dippacher Feuerwehr wurden auch Spezialaufgaben, wie die Bekämpfung bzw. Umsiedlung von Insekten, übertragen. Seit dem Jahr 2002 gibt es ein neues Feuerwehrhaus.
Der jüngste Verein ist der Gfruana, der sich am 10. Oktober 1998 bildete und Faschingsbälle, Wanderungen und zahlreiche Feierlichkeiten ausrichtet. Der ungewöhnliche Name, hochdeutsch „die Verfrorenen“, leitet sich möglicherweise aus früheren Zeiten ab, in denen auch Kinder aus dem benachbarten Eschenbach die Dippacher Schule besuchten. Sie heizten im Winter den Schulofen an, was die Dippacher Jugend ausnutzte, um erst in letzter Minute zum Schulbeginn zu erscheinen, als es bereits schön warm war. Der Spitzname die Gfruana für die Dippacher Jugend war damit geboren.

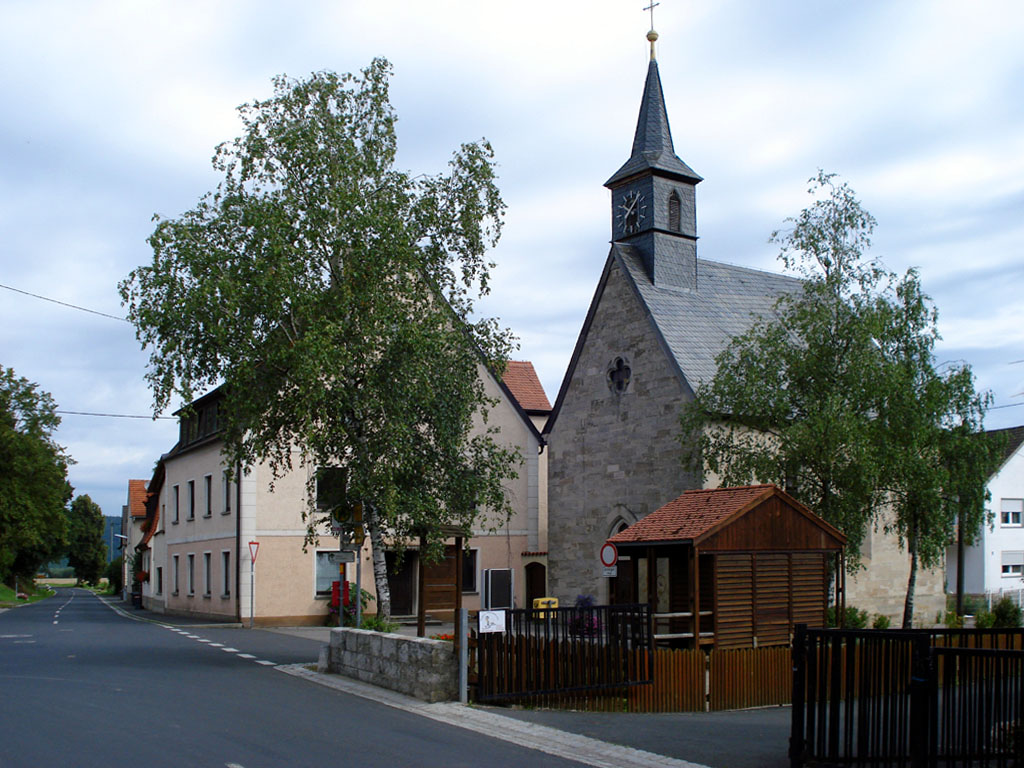
Die Kirche in Dippach
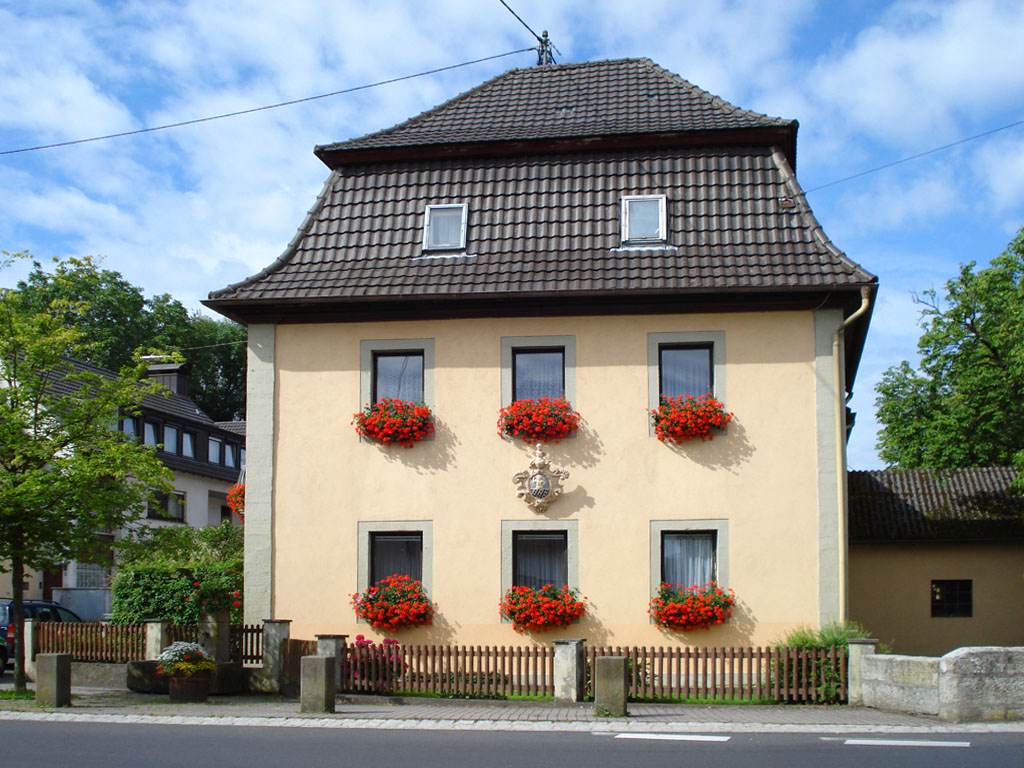
Wohnhaus in Dippach
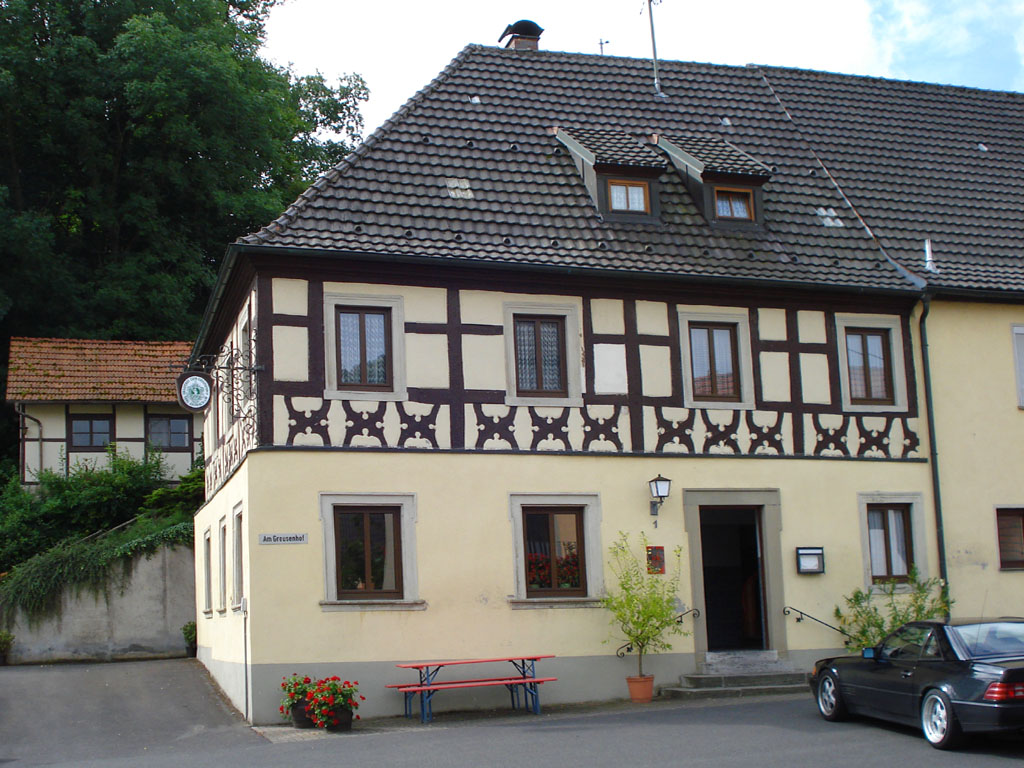
Gastronomie in Dippach
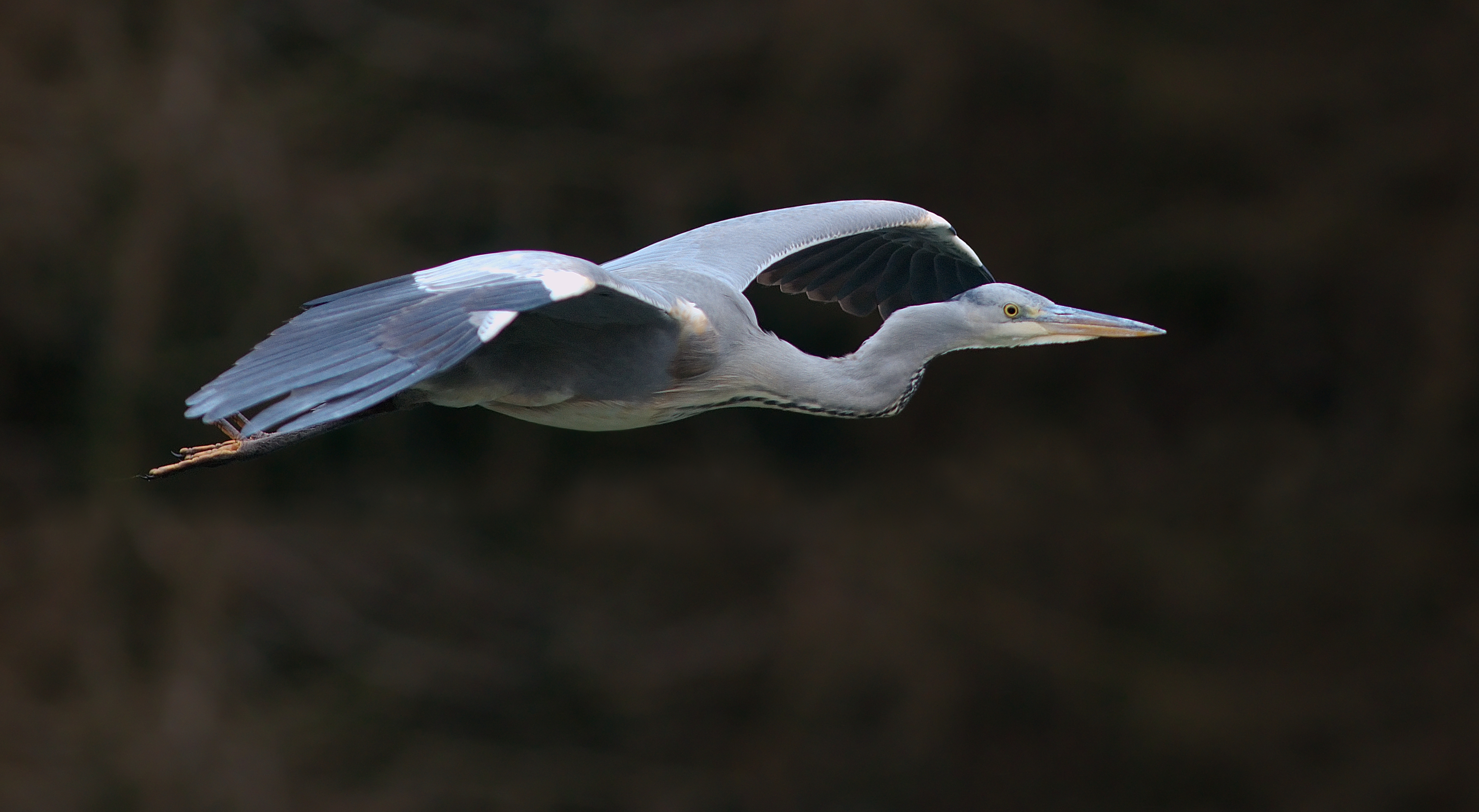
Dippachs „Wappenvogel“, der Graureiher, im Flug